# Římskokatolická farnost Perná
Římskokatolická farnost Perná je územní společenství římských katolíků s farním kostelem svatého Mikuláše v obci Perná v mikulovském děkanství v rámci brněnské diecéze.

## Historie farnosti
První historická zmínka o Perné pochází z roku 1305. Farní kostel sv. Mikuláše je středověká stavba nejasného stáří (zřejmě z poloviny 13. století). V roce 1510 a v letech 1582 - 1583 byly provedeny přestavby, které v zásadě respektovaly obvodové zdivo středověkého kostela. Druhá z nich byla rozsáhlejší, neboť 27. června 1583 kostel a hřbitov konsekroval olomoucký biskup Stanislav Pavlovský.

## Duchovní správci
Administrátorem excurrendo je od 17. února 2012 R. D. Mgr. Pavel Pacner.

## Bohoslužby
| Kostel           | Místo | Bohoslužba (den) | Hodina                         | Poznámka     |
| ---------------- | ----- | ---------------- | ------------------------------ | ------------ |
| svatého Mikuláše | Perná | neděle čtvrtek   | 8.00 17.30 (zima)/18.30 (léto) | farní kostel |

## Aktivity ve farnosti
Dnem vzájemných modliteb farností za bohoslovce a bohoslovců za farnosti brněnské diecéze je 6. říjen. Adorační den připadá na 27. března.
Ve farnosti se pravidelně koná tříkrálová sbírka. V roce 2015 se při ní vybralo 25 910 korun.Při sbírce v roce 2016 činil výtěžek 31 797 korun. V roce 2018 dosáhl výtěžek sbírky 30 118 korun.